# Thienemanniella xena
Thienemanniella xena är en tvåvingeart som först beskrevs av Roback 1957.  Thienemanniella xena ingår i släktet Thienemanniella och familjen fjädermyggor. Inga underarter finns listade i Catalogue of Life.